# Liste der Stolpersteine in Barsinghausen
Die Liste der Stolpersteine in Barsinghausen gibt eine Übersicht über die im Rahmen der Aktion des Künstlers Gunter Demnig verlegten Stolpersteine in der Stadt Barsinghausen. Seit dem Jahr 2006 bis zum September 2017 wurden in Barsinghausen und seinen Stadtteilen 52 Stolpersteine verlegt.

## Stolpersteine in Barsinghausen
Die 10 × 10 × 10 cm großen Betonquader mit Messingtafel sind in den Bürgersteig vor jenen Häusern eingelassen, in denen die Opfer der nationalsozialistischen Gewaltherrschaft einmal zu Hause waren. Die Inschrift der Tafel gibt Auskunft über ihren Namen, ihr Alter und ihr Schicksal. Die Stolpersteine sollen dem Vergessen der Opfer entgegenwirken.

## Verlegte Stolpersteine
| Adresse                             | Name                                                                                          | Inschrift | Verlegedatum                                  | Bild | Anmerkung |
| ----------------------------------- | --------------------------------------------------------------------------------------------- | --- | --------------------------------------------- | --- | --- |
| Bahnhofstraße 19 (Standort)         | Siegfried Lehmann                                                                             | Hier wohnte Siegfried Lehmann Jg. 1884 deportiert 1942 Theresienstadt ermordet 6.9.1943                                                                    |                                               | Stolperstein Barsinghausen Siegfried Lehmann                                                                                        | |
| Bahnhofstraße 19 (Standort)         | Sophie Lehmann, geb. Rosenberg                                                                | Hier wohnte Sophie Lehmann geb. Rosenberg Jg. 1890 deportiert ermordet in Auschwitz                                                                        |                                               | Stolperstein Barsinghausen Sophie Lehmann                                                                                           | |
| Bahnhofstraße 19 (Standort)         | Walter Lehmann                                                                                | Hier wohnte Walter Lehmann Jg. 1927 deportiert 1942 Theresienstadt Dachau ermordet 14.1.1945                                                               |                                               | Stolperstein Barsinghausen Walter Lehmann                                                                                           | |
| Bahnhofstraße 19 (Standort)         | Hilde Lehmann                                                                                 | Hier wohnte Hilde Lehmann Jg. 1929 deportiert 1942 Theresienstadt Auschwitz ermordet 6.10.1944                                                             |                                               | Stolperstein Barsinghausen Hilde Lehmann                                                                                            | |
| Bahnhofstraße 19 (Standort)         | Lore Lehmann                                                                                  | Hier wohnte Lore Lehmann Jg. 1933 deportiert 1942 Theresienstadt Auschwitz ermordet 6.10.1944                                                              |                                               | Stolperstein Barsinghausen Lore Lehmann                                                                                             | |
| Bahnhofstraße 19 (Standort)         | Ida Rosenberg, geb. Sternheim                                                                 | Hier wohnte Ida Rosenberg geb. Sternheim Jg. 1866 deportiert 1942 Theresienstadt ermordet 24.6.1944                                                        |                                               | Stolperstein Barsinghausen Ida Rosenberg                                                                                            | |
| Bahnhofstraße 19 (Standort)         | Helene Sternheim                                                                              | Hier wohnte Helene Sternheim Jg. 1864 deportiert 1942 Theresienstadt ermordet 1.8.1943                                                                     |                                               | Stolperstein Barsinghausen Helene Sternheim                                                                                         | |
| Bahnhofstraße 19 (Standort)         | Ruth ten Brink                                                                                | Hier wohnte Ruth ten Brink Jg. 1916 deportiert 1943 Auschwitz ermordet 5.2.1943                                                                            |                                               | Stolperstein Barsinghausen Ruth ten Brink                                                                                           | |
| Bergamtstraße 8 (Standort)          | Marie Schmidt, geb. Heinemann                                                                 | Hier wohnte Marie Schmidt geb. Heinemann Jg. 1883 Freitod 18.2.1945                                                                                        | 6. März 2006                                  | Stolperstein Barsinghausen Marie Schmidt                                                                                            | |
| Egestorfer Straße 54 (Standort)     | Siegfried Salomon                                                                             | Hier wohnte Siegfried Salomon Jg. 1876 deportiert 1941 ermordet in Riga                                                                                    |                                               | Stolperstein Barsinghausen Siegfried Salomon                                                                                        | |
| Egestorfer Straße 54 (Standort)     | Florantine Salomon, geb. Friedländer                                                          | Hier wohnte Florantine Salomon geb. Friedländer Jg. 1875 deportiert 1941 ermordet in Riga                                                                  |                                               | Stolperstein Barsinghausen Florantine Salomon                                                                                       | |
| Egestorfer Straße 54 (Standort)     | Milly Salomon                                                                                 | Hier wohnte Milly Salomon Jg. 1905 deportiert 1941 ermordet in Riga                                                                                        |                                               | Stolperstein Barsinghausen Milly Salomon                                                                                            | |
| Egestorfer Straße 54 (Standort)     | Kurt Salomon                                                                                  | Hier wohnte Kurt Salomon Jg. 1906 deportiert 1941 ermordet in Riga                                                                                         |                                               | Stolperstein Barsinghausen Kurt Salomon                                                                                             | |
| Egestorfer Straße 54 (Standort)     | Rudi Salomon                                                                                  | Hier wohnte Rudi Salomon Jg. 1912 deportiert 1941 ermordet in Riga                                                                                         |                                               | Stolperstein Barsinghausen Rudi Salomon                                                                                             | |
| Egestorfer Straße 54 (Standort)     | Edith Nachemstein, geb. Salomon                                                               | Hier wohnte Edith Nachemstein geb. Salomon Jg. 1914 deportiert 1941 ermordet in Riga                                                                       |                                               | Stolperstein Barsinghausen Edith Nachemstein                                                                                        | |
| Kaltenbornstraße 3 (Standort)       | Johanna Hirschberg                                                                            | Hier wohnte Johanna Hirschberg Jg. 1881 deportiert 1942 Theresienstadt ermordet 20.11.1942                                                                 |                                               | Stolperstein Barsinghausen Johanna Hirschberg                                                                                       | |
| Kaltenbornstraße 3 (Standort)       | Henny Schönfeld, geb. Hirschberg                                                              | Hier wohnte Henny Schönfeld geb. Hirschberg Jg. 1873 deportiert 1942 Theresienstadt Auschwitz ermordet 15.5.1944                                           |                                               | Stolperstein Barsinghausen Henny Schönfeld                                                                                          | |
| Kaltenbornstraße 3 (Standort)       | Julie Levisohn, geb. Weinberg                                                                 | Hier wohnte Julie Levisohn geb. Weinberg Jg. 1866 deportiert 1942 Theresienstadt ermordet 9.1.1943                                                         |                                               | Stolperstein Barsinghausen Julie Levisohn                                                                                           | |
| Langenkampstraße 25a (Standort)     | Adolf Weiss                                                                                   | Hier wohnte Adolf Weiss Jg. 1891 ausgewiesen 1938 ermordet in Majdanek                                                                                     |                                               | Stolperstein Barsinghausen Adolf Weiss                                                                                              | |
| Langenkampstraße 25a (Standort)     | Rosa Weiss                                                                                    | Hier wohnte Rosa Weiss Jg. 1919 ausgewiesen 1938 ermordet in Treblinka                                                                                     |                                               | Stolperstein Barsinghausen Rosa Weiss                                                                                               | |
| Marktstraße 1 (Standort)            | Siegfried Philippsohn                                                                         | Hier wohnte Siegfried Philippsohn Jg. 1885 deportiert 1941 Riga für tot erklärt                                                                            |                                               | Stolperstein Barsinghausen Siegfried Philippsohn                                                                                    | Die beiden Stolpersteine vor dem ehemaligen Kaiserhofgrundstück (Marktstraße 1) waren während dessen Neubebauung seit Frühjahr 2014 entfernt und wurden am 11. Mai 2017 vom Baubetriebshof Barsinghausen wieder gesetzt. |
| Marktstraße 1 (Standort)            | Alma Meyer, geb. Philippsohn                                                                  | Hier wohnte Alma Meyer geb. Philippsohn Jg. 1881 deportiert 1942 für tot erklärt                                                                           |                                               | Stolperstein Barsinghausen Alma Meyer                                                                                               | Die beiden Stolpersteine vor dem ehemaligen Kaiserhofgrundstück (Marktstraße 1) waren während dessen Neubebauung seit Frühjahr 2014 entfernt und wurden am 11. Mai 2017 vom Baubetriebshof wieder gesetzt. |
| Marktstraße 6 (Standort)            |                                                                                               | |                                               | | |
| Sally Hirschberg                    | Hier wohnte Sally Hirschberg Jg. 1875 deportiert ermordet im Ghetto Warschau                  | | Stolperstein Barsinghausen Sally Hirschberg   | Der Stein wurde im Zuge der Umgestaltung der Marktstraße vorübergehend entfernt und im Juli 2015 vom Baubetriebshof wieder gesetzt. | |
| Rosalie Hirschberg, geb. Trautmann  | Hier wohnte Rosalie Hirschberg geb. Trautmann Jg. 1881 deportiert ermordet im Ghetto Warschau | | Stolperstein Barsinghausen Rosalie Hirschberg | Der Stein wurde im Zuge der Umgestaltung der Marktstraße vorübergehend entfernt und im Juli 2015 vom Baubetriebshof wieder gesetzt. | |
| Hertha Spanier, geb. Hirschberg     | Hier wohnte Hertha Spanier geb. Hirschberg Jg. 1908 deportiert 1941 Minsk ermordet Juli 1942  | | Stolperstein Barsinghausen Hertha Spanier     | Der Stein wurde im Zuge der Umgestaltung der Marktstraße vorübergehend entfernt und im Juli 2015 vom Baubetriebshof wieder gesetzt. | |
| Selma Spanier                       | Hier wohnte Selma Spanier Jg. 1940 deportiert 1941 Minsk ermordet Juli 1942                   | | Stolperstein Barsinghausen Selma Spanier      | Der Stein wurde im Zuge der Umgestaltung der Marktstraße vorübergehend entfernt und im Juli 2015 vom Baubetriebshof wieder gesetzt. | |
| Elise Blumenthal                    | Hier wohnte Elise Blumenthal Jg. 1868 deportiert 1942 Theresienstadt Treblinka ermordet       | | Stolperstein Barsinghausen Elise Blumenthal   | Der Stein wurde im Zuge der Umgestaltung der Marktstraße vorübergehend entfernt und im Juli 2015 vom Baubetriebshof wieder gesetzt. | |
| Clara Blumenthal                    | Hier wohnte Clara Blumenthal Jg. 1872 deportiert 1942 Theresienstadt Treblinka ermordet       | | Stolperstein Barsinghausen Clara Blumenthal   | Der Stein wurde im Zuge der Umgestaltung der Marktstraße vorübergehend entfernt und im Juli 2015 vom Baubetriebshof wieder gesetzt. | |
| Marktstraße 28 (Standort)           | Josef Hirschberg                                                                              | Hier wohnte Josef Hirschberg Jg. 1872 deportiert 1943 Auschwitz für tot erklärt                                                                            |                                               | Stolperstein Barsinghausen Josef Hirschberg                                                                                         | Der Stein lag schon vor den Häusern Marktstraße 6 und Marktstraße 30 und wurde im Juli 2015 vom Baubetriebshof hier neu gesetzt. |
| Marktstraße 28 (Standort)           | Rosalie Spiegel, geb. Hirschberg                                                              | Hier wohnte Rosalie Spiegel geb. Hirschberg Jg. 1871 deportiert 1942 Theresienstadt Auschwitz ermordet                                                     |                                               | Stolperstein Barsinghausen Rosalie Spiegel                                                                                          | Der Stein lag schon vor den Häusern Marktstraße 6 und Marktstraße 30 und wurde im Juli 2015 vom Baubetriebshof hier neu gesetzt. |
| Osterstraße 6 (Standort)            | Arnold Dünte                                                                                  | Hier wohnte Arnold Dünte Jg. 1897 eingewiesen 1938 Heilanstalt Wunstorf ´verlegt’ 14.5.1941 Hadamar ermordet 14.5.1941 ´Aktion T4´                         | 12. Sep. 2017                                 | Stolperstein Barsinghausen Arnold Dünte                                                                                             | |
| Osterstraße 13 (Standort)           | Herbert Herzberg                                                                              | Hier wohnte Herbert Herzberg Jg. 1886 deportiert 1941 Riga ermordet                                                                                        | 12. Sep. 2017                                 | Stolperstein Barsinghausen Herbert Herzberg                                                                                         | |
| Osterstraße 13 (Standort)           | Leonhard Herzberg                                                                             | Hier wohnte Leonhard Herzberg Jg. 1887 Flucht 1937 Holland interniert Westerbork deportiert 1943 Theresienstadt ermordet 3.10.1944 Auschwitz               | 12. Sep. 2017                                 | Stolperstein Barsinghausen Leonhard Herzberg                                                                                        | |
| Rehrbrinkstraße 2 (Standort)        | Carl Seligmann                                                                                | Hier wohnte Carl Seligmann Jg. 1871 deportiert 1941 Riga für tot erklärt                                                                                   |                                               | Stolperstein Barsinghausen Carl Seligmann                                                                                           | Der Schlachter Carl (Meier) Seligmann, Sohn von Philipp und Henriette Seligmann, wurde am 7. Februar 1871 in Empelde bei Hannover geboren und wuchs in Ronnenberg auf. 1897 heifratete er die Sattlerstochter Alwine Levy, die am 21. Mai 1872 in Barsinghausen geboren worden war. Dort gründete die junge Familie eine gut gehende Schlachterei. Sie hatte sechs Kinder. Nach dem Tode der Ehefrau im Jahre 1933 heiratete Carl Seligmann zum zweiten Mal, und zwar Fanny Nussbaum aus Hannover. Nach dem Boykott der jüdischen Geschäfte am 1. April 1933 verlor die Familie nach und nach ihre Existenzgrundlage. Deshalb zog Carl Seligmann 1939 mit seiner Frau zu Verwandten nach Hannover. Die beabsichtigte Emigration in die USA gelang jedoch nicht. 1941 wurden die Eheleute in das Massenquartier im ehemaligen Altenheim der Minna-James-Heinemann-Stiftung in Hannover und schließlich in die ehemalige Israelitische Gartenbauschule Ahlem gebracht, die zur Sammelstelle für Juden umfunktioniert worden war. Am 15. Dezember 1941 wurden sie in das "Ghetto Riga" deportiert, wo sie vermutlich ums Leben kamen. |
| Rehrbrinkstraße 2 (Standort)        | Fanny Seligmann, geb. Nussbaum                                                                | Hier wohnte Fanny Seligmann geb. Nussbaum Jg. 1889 deportiert 1941 Riga für tot erklärt                                                                    |                                               | Stolperstein Barsinghausen Fanny Seligmann                                                                                          | Fanny Seligmann wurde am 30. Mai 1889 in Hannover als Fanny Nussbaum geboren. Am 19. März 1934 heiratete sie in Hannover den Metzger Carl Seligmann und wohnte mit ihm fünf Jahre lang in Barsinghausen. Zusammen mussten sie 1939 nach Hannover flüchten, wo sie bei Verwandten lebten. 1941 wurde Fanny Seligmann mit ihrem Mann in ein so genanntes "Judenhaus" gepfercht und über das "Sammellager" Ahlem in das "Ghetto Riga" deportiert. Dort kam sie vermutlich ums Leben. |
| Rehrbrinkstraße 2 (Standort)        | Irma Golovian, geb. Seligmann                                                                 | Hier wohnte Irma Golovian geb. Seligmann Jg. 1901 deportiert 1939 Auschwitz ermordet 1944                                                                  |                                               | Stolperstein Barsinghausen Irma Golovian                                                                                            | Die Schneiderin Irma Seligmann wurde am 26. Mai 1901 als drittes Kind von Carl und Alwine Seligmann in Barsinghausen geboren. 1923 zog sie nach Hannover, wo sie 1924 den Polen Leib Wadler heiratete. 1925 wurde ihnen die Tochter Fanny Wadler geboren. Nach der Scheidung heiratete Irma Wadler 1937 den staatenlosen, in Polen geborenen, Ukrainer Samuel (auch Simon) Golowian. Als polnische Staatsbürgerin Golovian wurde sie 1939 nach Polen deportiert. Ihre Tochter Fanny Wadler, die später in den USA als "Faye Golbian" lebte, hat erfahren, dass ihre Mutter nach Zbonzin und von dort im Juli 1941 nach "Winitza" (offenbar in der Ukraine) deportiert worden sei. Nach Auskunft des International Tracing Service in Bad Arolsen von 2012 sei indes nur eine "Irma Seligmann", die 1944 in Auschwitz ermordet worden sei, herauszufinden, jedoch nicht eine "Irma Golovian". |
| Schulstraße 2 (Standort)            | Max Heinemann                                                                                 | Hier wohnte Max Heinemann Jg. 1884 deportiert ermordet in Auschwitz                                                                                        |                                               | Stolperstein Barsinghausen Max Heinemann                                                                                            | |
| Schulstraße 2 (Standort)            | Sophie Heinemann, geb. Sternberg                                                              | Hier wohnte Sophie Heinemann , geb. Sternberg Jg. 1857 deportiert 1942 Theresienstadt ermordet 31.10.1942                                                  |                                               | Stolperstein Barsinghausen Sophie Heinemann                                                                                         | |
| Schwarzenknechtstraße 16 (Standort) | Frida Menge                                                                                   | Hier wohnte Frida Menge , geb. Neitz Jg. 1898 eingewiesen 1938 Heilanstalt Wunstorf ´verlegt’ 14.5.1941 Hadamar ermordet 14.5.1941 ´Aktion T4´             | 12. Sep. 2017                                 | Stolperstein Barsinghausen Frida Menge                                                                                              | |
| Wilhelm-Heß-Straße 21 (Standort)    | Wilma Meyer                                                                                   | Hier wohnte Wilma Meyer Jg. 1907 eingewiesen 1929 Heilanstalt Wunstorf ´verlegt’ 9.5.1941 Hadamar ermordet 9.5.1941 ´Aktion T4´                            | 12. Sep. 2017                                 | Stolperstein Barsinghausen Wilma Meyer                                                                                              | |
| Brinkstraße 19 (Standort)           | Heinrich Glissmeyer                                                                           | Hier wohnte Heinrich Glissmeyer Jg. 1890 inhaftiert 1938 KZ Buchenwald ermordet 16.7.1938                                                                  | 6. März 2006                                  | Stolperstein Barsinghausen Heinrich Glissmeyer                                                                                      | Der als Kaufmann und „freier Anwalt“ tätige wurde als„Arbeitsscheuer“ ins KZ Buchenwald eingeliefert und kam hier bereits im Sommer 1938 ums Leben. |
| An der Zuckerfabrik 1 (Standort)    | Hugo Seckel                                                                                   | Hier wohnte Hugo Seckel Jg. 1866 deportiert 1942 Theresienstadt Treblinka für tot erklärt                                                                  |                                               | Stolperstein Barsinghausen Hugo Seckel                                                                                              | |
| An der Zuckerfabrik 1 (Standort)    | Ella Seckel, geb. Heinemann                                                                   | Hier wohnte Ella Seckel geb. Heinemann Jg. 1874 deportiert 1942 Theresienstadt Treblinka für tot erklärt                                                   |                                               | Stolperstein Barsinghausen Ella Seckel                                                                                              | |
| An der Zuckerfabrik 1 (Standort)    | Rosa Herzberg, geb. Seckel                                                                    | Hier wohnte Rosa Herzberg geb. Seckel , geb 1864 deportiert 1942 Theresienstadt ermordet 29.3.1943                                                         |                                               | Stolperstein Barsinghausen Rosa Herzberg                                                                                            | |
| Osterende 1 (Standort)              | Harry Abrahamson                                                                              | Hier wohnte Harry Abrahamson Jg. 1861 deportiert 1942 Theresienstadt ermordet 9.3.1944                                                                     |                                               | Stolperstein Barsinghausen Harry Abrahamson                                                                                         | |
| Osterende 7 (Standort)              | Hugo Wallach                                                                                  | Hier wohnte Hugo Wallach Jg. 1886 deportiert 1941 ermordet in Riga                                                                                         |                                               | Stolperstein Barsinghausen Hugo Wallach                                                                                             | |
| Heerstraße 26 (Standort)            | Bertha David                                                                                  | Hier wohnte Bertha David geb. Hirschberg Jg. 1872 deportiert 1942 Theresienstadt Auschwitz ermordet                                                        |                                               | Stolperstein Barsinghausen Bertha David                                                                                             | |
| Heerstraße 26 (Standort)            | Samuel Hirschberg                                                                             | Hier wohnte Samuel Hirschberg Jg. 1864 deportiert 1942 Theresienstadt ermordet 3.11.1942                                                                   |                                               | Stolperstein Barsinghausen Samuel Hirschberg                                                                                        | |
| Nenndorfer Straße 58 (Standort)     | Siegfried Levy                                                                                | Hier wohnte Siegfried Levy Jg. 1882 deportiert 1942 Auschwitz für tot erklärt                                                                              |                                               | Stolperstein Barsinghausen Siegfried Levy                                                                                           | |
| Heinrich-Poppe-Straße 7 (Standort)  | Friedrich Krause                                                                              | Hier wohnte Friedrich Krause Jg. 1906 eingewiesen 1937 Heilanstalt Wunstorf ´verlegt’ 14.5.1941 Hadamar ermordet 14.5.1941 ´Aktion T4´                     | 21. Sep. 2017                                 | Stolperstein Barsinghausen Friedrich Krause                                                                                         | Der Stolperstein wurde von Baubetriebshof Barsinghausen verlegt. |
| Beekestraße 3 (Standort)            | Friedrich Meyer                                                                               | Hier wohnte Friedrich Meyer Jg. 1891 eingewiesen 1938 Heilanstalt Wunstorf Heilanstalt Scheuern ´verlegt’ 12.1.1943 Heilanstalt Hadamar ermordet 13.9.1943 | 26. Sep. 2017                                 | Stolperstein Barsinghausen Friedrich Meyer                                                                                          | Der Stolperstein wurde vom Baubetriebshof Barsinghausen verlegt. |
| Zum Wall 8 (Standort)               | Minna Salomon                                                                                 | Hier wohnte Minna Salomon Jg. 1863 deportiert 1942 Theresienstadt ermordet 28.9.1942                                                                       |                                               | Stolperstein Barsinghausen Minna Salomon                                                                                            | |